# Фазли Велиу
Фазли Велиу с псевдоним Дая (на албански: Fazli Veliu; на македонска литературна норма: Фазли Велиу) е политик от Северна Македония и революционер от Армията за национално освобождение.

## Биография
Роден е на 4 януари 1945 г. в кичевското село Колари. Емигрира в Швейцария през 1968 г.Завършил е висше образование. Работи като професор по лингвистика. Членува в партията Демократичен съюз за интеграция. По време на Конфликта в Република Македония през 2001 г. Велиу е на страната армията за национално освобождение и се сражава срещу властта в Република Македония. На 24 юли 2001 година е поставен в македонския черен списък на гражданите, а на 27 юли е поставен и в черния списък на американския президент Джордж Уокър Буш.
След края на конфликта в съгласие с новия закон за амнистия е освободен.
Велиу е вуйчо на политика Али Ахмети.